# 雷丁大學文字設計及圖像傳播學系
雷丁大學文字設計及圖像傳播學系（Department of Typography & Graphic Communication, University of Reading）是雷丁大學藝術及傳意設計學院轄下的一所學系，最初為泰文浩（Michael Twyman）於1968年創立的字體排印及圖像傳播本科生課程，後來於1974年昇格而成立。文字設計及圖像傳播學系結合實踐、理論和設計史，以及卓越的文獻與印刷收藏，提供獨樹一幟的設計教育:「為閱讀設計」（Design for reading）。另一方面，於2008年的科研評估，學系中80％的研究被評為世界領先或卓越的國際水平。繼2011年獲頒授女王週年獎，於2014年公佈的研究卓越框架（Research Excellence Framework），學系更在藝術與設計範疇中於全英排在首位。

## 課程
- 本科生課程[3]
  - 圖像傳意文學學士學位課程（三年制）

- 碩士課程（一年制）[4]
  - 傳意設計文學碩士課程
    - 平面設計主修
    - 書籍設計主修
    - 資訊設計主修
    - 字體設計主修

  - 創意企業文學碩士課程（傳意設計主修）
  - 文字設計及圖像傳意研究文學碩士課程
  - 字體設計研究碩士課程
- 博士課程[5]
  - 文字設計及圖像傳意哲學博士課程

## 學系收藏
自20世紀70年代以來，雷丁大學文字設計及圖像傳播學系已經建立了有關文字設計、印刷與平面設計的收藏和檔案，其中包括：
- 奧圖與馬里·紐拉特國際圖像教育系統(International System of TYpographic Picture Education)珍藏
- 莫里斯·里卡斯短期印刷品(Ephemera)珍藏
- 非拉丁語言字體珍藏
- 漢斯·施莫勒(Hans Schmoller)珍藏

## 著名校友
- 鄺維信（Vincent Connare) - 曾為微軟設計 Comic Sans 及 Trebuchet MS 字體。
- 譚智恒（Keith Chi-hang Tam) - 香港知專設計學院傳意設計學系主任。前雷丁大學文字設計及圖像傳播學系副教授。前香港理工大學設計學院助理教授兼傳意設計學科主任。
- 巴恩斯（Paul Barnes) - 著名平面設計師及文字設計師，被衛報譽為英國前50名最優秀設計師之一。
- 柯辟復（Coralie Bickford) - 著名插畫師，曾為企鵝叢書設計書籍封面，更在2016年贏得英國書籍設計學院大獎。

## 來源
- Shaughnessy, A. (2010). How to be a graphic designer, without losing your soul. New York: Princeton Architectural Press.
- "The Type Design Intensive at Reading." TypeCulture. Accessed March 26, 2018. http://typeculture.com/academic-resource/education-extras/the-type-design-intensive-at-reading/.
- Dawood, Sarah. "Émigré Magazine Exhibition, by The University of Reading." Design Week. Accessed March 26, 2018. https://www.designweek.co.uk/inspiration/emigre-magazine-exhibition-university-reading/.
- Final year student Jess Lewis on the experience of studying typography and graphic communication • Creative Digest. (2016, February 29). Retrieved March 26, 2018, from http://www.creativedigest.net/final-year-student-jess-lewis-on-the-experience-of-studying-typography-and-graphic-communication/
- Reading, writing and typography. (2017, October 05). Retrieved March 26, 2018, from http://gilburtandpaul.co.uk/index.php/2017/06/20/reading-writing-and-typography/

## 外部連結
- 雷丁大學文字設計及圖像傳播學系 （页面存档备份，存于）
- http://typefacedesign.net/ （页面存档备份，存于）